# Nekrolog 2. Quartal 1998
Nekrolog
◄◄
| ◄
| 1994
| 1995
| 1996
| 1997
| 1998 | 1999 | 2000 | 2001 | 2002 | ► | ►►
1. Quartal |
2. Quartal |
3. Quartal |
4. Quartal 1998
Weitere Ereignisse | Allgemeiner Nekrolog 1998
Die Beschreibung der verstorbenen Person sollte so kurz wie möglich gehalten sein und nur deren signifikante Tätigkeit(en) enthalten.
Neue Namen ggf. auch unter dem Geburts- und Sterbedatum, also etwa unter 1. Januar und im Geburts- und Sterbejahr (2024) eintragen (nur bei entsprechender großer Wichtigkeit). Für Beispiele siehe die schon vorhandenen Artikel.
Außerdem über die fünf zuletzt Verstorbenen, zu denen es einen ausreichend guten Artikel für eine Präsentation auf der Hauptseite gibt, nach der todesbedingten Überarbeitung der Artikel ggf. auch unter Wikipedia Diskussion:Hauptseite informieren und sie am besten auch in den anderen Wikipedia-Sprachversionen eintragen. Tipp: Regelmäßig bei news.google.de nach „ist tot“, „gestorben“ oder „verstorben“ suchen.
Wenn eine Person gestorben ist, gibt es viele Seiten zu dieser Person in der Wikipedia, die davon auch betroffen sind und entsprechend aktualisiert werden müssen. Beispiele: Namenübersichtsseite, Geburtsjahr, Geburtsort-Seiten und viele mehr.
Wie finde ich die betroffenen Seiten?
Im Suchfeld auf der linken Seite gibt man den Suchbegriff so ein: „Vorname Nachname“. Dann klickt man auf Volltext und alle Seiten mit entsprechendem Suchtext werden aufgerufen. Hier sieht man dann schnell, wo auch das Todesjahr Sinn macht oder sogar ein Teil des Artikels angepasst werden muss. Auch hilft das „Werkzeug“ auf der linken Seite sehr gut, um solche Seiten aufzufinden: „Links auf diese Seite“. Somit ist die Wikipedia wieder aktuell in allen Bereichen! Hinweis: bei Eintragung der Kategorie „Gestorben JAHR“ wird der Missbrauchsfilter 49 ausgelöst, was jedoch nicht schlimm ist. Siehe: Spezial:Missbrauchsfilter/49
Dies ist eine Liste von im zweiten Quartal 1998 verstorbenen bekannten Persönlichkeiten. Die Einträge erfolgen innerhalb der einzelnen Daten alphabetisch sortiert. Tiere sind im Nekrolog für Tiere zu finden.

## April
| Tag       | Name                            | Beruf, bekannt als                                                                                              | Alter | Beleg |
| --------- | ------------------------------- | --- | ----- | ----- |
| 1. April  | Theodore Bloomfield             | US-amerikanischer Dirigent und Komponist                                                                        | 74    |       |
| 1. April  | Mircea Chivu                    | rumänischer Fußballspieler und -trainer                                                                         | 44    |       |
| 1. April  | Edmund Löffler                  | deutscher Komponist                                                                                             | 97    |       |
| 1. April  | Kurt Rossa                      | deutscher Kommunalpolitiker (SPD), Oberstadtdirektor von Köln                                                   | 68    |       |
| 1. April  | Rozz Williams                   | US-amerikanischer Sänger und Songschreiber                                                                      | 34    |       |
| 1. April  | Axel Willig                     | deutscher Zoologe                                                                                               | 60    |       |
| 2. April  | Gertrud Dann                    | deutsche Kindergärtnerin                                                                                        | 89    |       |
| 2. April  | Hans Eberle                     | deutscher Fußballspieler                                                                                        | 72    |       |
| 2. April  | Margarete Hofmann               | deutsche Sozialpolitikerin                                                                                      | 91    |       |
| 2. April  | Ludwig Jaud                     | deutscher Politiker (SPD), MdL Bayern und Bürgermeister                                                         | 78    |       |
| 2. April  | Eberhard Rees                   | deutsch-US-amerikanischer Raketenspezialist                                                                     | 89    |       |
| 3. April  | Juliane Bartel                  | deutsche Moderatorin                                                                                            | 52    |       |
| 3. April  | Mary Cartwright                 | englische Mathematikerin                                                                                        | 97    |       |
| 3. April  | Caroline Fletcher               | US-amerikanische Wasserspringerin                                                                               | 91    |       |
| 3. April  | Vladimír Kadlec                 | tschechischer Politiker und Rektor                                                                              | 85    |       |
| 3. April  | Giwi Kartosia                   | sowjetischer Ringer                                                                                             | 69    |       |
| 3. April  | Charles Lang                    | US-amerikanischer Kameramann                                                                                    | 96    |       |
| 3. April  | Danièle Nyst                    | belgische Videokünstlerin                                                                                       | 55    |       |
| 3. April  | Rolf Olsen                      | österreichischer Schauspieler, Filmregisseur und Drehbuchautor                                                  | 78    |       |
| 3. April  | Rob Pilatus                     | deutscher Tänzer und Sänger                                                                                     | 32    |       |
| 03. April | Josef Staudinger                | österreichischer Wasserspringer                                                                                 | 91    |       |
| 3. April  | Wolf Vostell                    | deutscher Maler, Bildhauer und Happeningkünstler                                                                | 65    |       |
| 4. April  | Kate Bosse-Griffiths            | deutsch-walisische Ägyptologin, Schriftstellerin                                                                | 87    |       |
| 4. April  | Pierre Lantier                  | französischer Komponist                                                                                         | 87    |       |
| 4. April  | Alvin Tyler                     | US-amerikanischer Jazz- und Rock-’n’-Roll-Saxophonist                                                           | 72    |       |
| 4. April  | Lorenz Vilgertshofer            | deutscher Verwaltungsbeamter und Politiker (CSU), MdL                                                           | 98    |       |
| 4. April  | Willi Zimmermann                | deutscher Baubeamter und Heimatforscher                                                                         | 90    |       |
| 5. April  | Ettore Bonora                   | italienischer Romanist, Italianist und Französist                                                               | 82    |       |
| 5. April  | Wassili Michailowitsch Bywschew | sowjetischer Schachspieler und -trainer                                                                         | 76    |       |
| 5. April  | Frederick Charles Frank         | britischer Physiker                                                                                             | 87    |       |
| 5. April  | Jónas Árnason                   | isländischer Politiker und Schriftsteller                                                                       | 74    |       |
| 5. April  | Cozy Powell                     | britischer Rockmusiker, Schlagzeuger                                                                            | 50    |       |
| 5. April  | Gustav Ränk                     | estnischer Ethnologe                                                                                            | 96    |       |
| 6. April  | Edgar Ablowich                  | US-amerikanischer Sprinter und Hürdenläufer                                                                     | 84    |       |
| 6. April  | Rudy Dhaenens                   | belgischer Radrennfahrer                                                                                        | 36    |       |
| 6. April  | Heinz Neuhaus                   | deutscher Boxer                                                                                                 | 71    |       |
| 6. April  | Norbert Schmitz                 | deutscher Fußballspieler                                                                                        | 39    |       |
| 6. April  | Wendy O. Williams               | US-amerikanische Musikerin, Leadsängerin der amerikanischen Punkband „the Plasmatics“                           | 48    |       |
| 6. April  | Tammy Wynette                   | US-amerikanische Country-Sängerin                                                                               | 55    |       |
| 7. April  | Modesta Bor                     | venezolanischer Komponistin                                                                                     | 71    |       |
| 7. April  | Jos De Saeger                   | belgischer Politiker (CVP), Abgeordneter und Minister                                                           | 86    |       |
| 7. April  | Franz Krausz                    | israelischer Grafiker und Plakatkünstler                                                                        | 92    |       |
| 7. April  | Erwin Roth                      | deutsch-österreichischer Psychologe                                                                             | 71    |       |
| 7. April  | Friedrich Sommer                | deutscher Mathematiker                                                                                          | 86    |       |
| 8. April  | Annemarie Cordes                | deutsche Schauspielerin, Hörspiel- und Synchronsprecherin                                                       | 79    |       |
| 8. April  | Anatole Dauman                  | französischer Filmproduzent                                                                                     | 73    |       |
| 8. April  | Lee Elias                       | Comiczeichner                                                                                                   | 77    |       |
| 8. April  | René Pellos                     | französischer Comiczeichner                                                                                     | 98    |       |
| 8. April  | Helena Scigala                  | deutsche Grafikerin                                                                                             | 77    |       |
| 9. April  | Tom Cora                        | US-amerikanischer Musiker                                                                                       | 44    |       |
| 9. April  | Hannjost Lixfeld                | deutscher Volkskundler und Erzählforscher                                                                       | 60    |       |
| 9. April  | Marthi Pritzker-Ehrlich         | Schweizer Historikerin                                                                                          | 53    |       |
| 9. April  | Alexei Sergejewitsch Spiridonow | sowjetischer Leichtathlet                                                                                       | 46    |       |
| 9. April  | John Tate                       | US-amerikanischer Schwergewichtsboxer                                                                           | 43    |       |
| 10. April | Tom Bullus                      | britischer Motorradrennfahrer                                                                                   | 91    |       |
| 10. April | Raimond Castaing                | französischer Physiker                                                                                          | 76    |       |
| 10. April | Jean Chapot                     | französischer Filmregisseur, Drehbuchautor und Produzent                                                        | 67    |       |
| 10. April | Dieter Erler                    | deutscher Fußballspieler                                                                                        | 58    |       |
| 10. April | Xaver Ernst                     | deutscher Landwirt und Mitglied des Bayerischen Senats                                                          | 95    |       |
| 10. April | Harald Huber                    | Schweizer Politiker (SP) und Bundesrichter                                                                      | 85    |       |
| 10. April | Charles Kessler                 | Schweizer Eishockeyspieler                                                                                      | 87    |       |
| 10. April | Wichard von Massenbach          | deutscher Gynäkologe; Gründungsdekan der Medizinischen Akademie zu Lübeck                                       | 89    |       |
| 10. April | Zezé Moreira                    | brasilianischer Fußballspieler und -trainer                                                                     | 90    |       |
| 10. April | Erich Schild                    | deutscher Architekt, Bauphysiker und Professor an der RWTH Aachen                                               | 80    |       |
| 10. April | Philipp Schöpke                 | österreichischer Künstler                                                                                       | 76    |       |
| 10. April | Franz Josef Wild                | deutscher Regisseur, Drehbuchautor und Fernsehproduzent                                                         | 75    |       |
| 11. April | Francis Durbridge               | englischer Krimi-Schriftsteller                                                                                 | 85    |       |
| 11. April | Alfred Ehrentreich              | deutscher Reformpädagoge                                                                                        | 101   |       |
| 11. April | Günter Fork                     | deutscher Komponist und Hochschullehrer                                                                         | 67    |       |
| 11. April | Rodney Harvey                   | US-amerikanischer Schauspieler und Model                                                                        | 30    |       |
| 11. April | Ivan Tcherepnin                 | US-amerikanischer Komponist                                                                                     | 55    |       |
| 11. April | Rover Thomas                    | australischer Künstler                                                                                          |       |       |
| 12. April | Wilhelm Braun-Feldweg           | deutscher Industrie-Designer                                                                                    | 90    |       |
| 12. April | Robert Arthur Douglass Ford     | kanadischer Botschafter                                                                                         | 83    |       |
| 12. April | Anne Geelhaar                   | deutsche Kinderbuch- und Drehbuchautorin                                                                        | 84    |       |
| 12. April | Jørgen Hæstrup                  | dänischer Historiker und Schriftsteller                                                                         | 88    |       |
| 12. April | Bruno Rodzik                    | französischer Fußballspieler                                                                                    | 62    |       |
| 12. April | Charles Sibley                  | US-amerikanischer Ornithologe und Molekularbiologe                                                              | 80    |       |
| 12. April | Marvin E. Wolfgang              | US-amerikanischer Soziologe                                                                                     | 73    |       |
| 13. April | Eduard Pawlowitsch Browko       | sowjetischer Gewichtheber                                                                                       | 62    |       |
| 13. April | Helmut Fox                      | deutscher Theologe                                                                                              | 67    |       |
| 13. April | Friedrich Hofmann               | deutscher Theologe, Hymnologe und Kirchenmusiker                                                                | 87    |       |
| 13. April | Bahi Ladgham                    | tunesischer Politiker, Premierminister von Tunesien                                                             | 85    |       |
| 13. April | Dagmar Larisika-Ulmke           | deutsche Politikerin (FDP), MdL                                                                                 | 54    |       |
| 13. April | Willi Scheu                     | deutscher Zahnarzt und Mainzer Fastnachter                                                                      | 87    |       |
| 13. April | Erich Ullrich                   | deutscher Jurist                                                                                                | 84    |       |
| 14. April | Jake Colhouer                   | US-amerikanischer American-Football-Spieler                                                                     | 76    |       |
| 14. April | Hans Helmbrecht                 | deutscher Bildhauer                                                                                             | 75    |       |
| 14. April | George Phalen                   | US-amerikanischer Orthopäde                                                                                     | 86    |       |
| 14. April | Hermann Stahl                   | deutscher Maler und Schriftsteller                                                                              | 90    |       |
| 14. April | Maurice Stans                   | US-amerikanischer Politiker (Republikaner)                                                                      | 90    |       |
| 15. April | José María Carrizo Villarreal   | panamaischer Geistlicher, Bischof von Chitré                                                                    | 79    |       |
| 15. April | Dennis John Duncanson           | britischer Beamter der Kolonialverwaltung, Politikwissenschaftler und Asienexperte                              | 80    |       |
| 15. April | Rose Maddox                     | US-amerikanische Countrysängerin                                                                                | 72    |       |
| 15. April | Pol Pot                         | kambodschanischer Politiker, „Bruder Nr. 1“ der Roten Khmer                                                     | 69    |       |
| 15. April | Frank Taylor                    | irischer Politiker                                                                                              | 83    |       |
| 16. April | Kazimieras Antanavičius         | litauischer Ökonom und Politiker                                                                                | 60    |       |
| 16. April | Djibo Bakary                    | sozialistischer nigrischer Politiker                                                                            |       |       |
| 16. April | Alberto Calderón                | argentinischer Mathematiker                                                                                     | 77    |       |
| 16. April | Leif Dahlgren                   | schwedischer Zehnkämpfer                                                                                        | 92    |       |
| 16. April | Fred Davis                      | englischer Snooker- und English Billiards-Spieler                                                               | 84    |       |
| 16. April | Wilhelm Hinsche                 | deutscher Politiker (SPD), MdL                                                                                  | 83    |       |
| 16. April | Marie-Louise Meilleur           | kanadische Altersrekordlerin                                                                                    | 117   |       |
| 16. April | Carl Pflüger                    | deutscher Maler, Zeichner und Grafiker                                                                          | 92    |       |
| 16. April | Gerhard Reischl                 | deutscher Politiker (SPD), MdB, MdEP und Jurist                                                                 | 79    |       |
| 16. April | Werner Rings                    | Schweizer Historiker und Journalist                                                                             | 87    |       |
| 16. April | Pierre Souvairan                | Schweizer Missionar                                                                                             |       |       |
| 17. April | Alberto Bovone                  | italienischer Kardinal der römisch-katholischen Kirche                                                          | 75    |       |
| 17. April | Gerhart Hein                    | deutscher Maler                                                                                                 | 88    |       |
| 17. April | Heinz Hempel                    | deutscher Fußballspieler und Fußballtrainer                                                                     | 79    |       |
| 17. April | Simon de La Brosse              | französischer Schauspieler                                                                                      | 32    |       |
| 17. April | Linda McCartney                 | US-amerikanische Fotografin, Musikerin und Ehefrau von Ex-Beatle Paul McCartney                                 | 56    |       |
| 18. April | Ferenc Deák                     | ungarischer Fußballspieler                                                                                      | 76    |       |
| 18. April | Terry Sanford                   | US-amerikanischer Politiker und der 65. Gouverneur des Bundesstaates North Carolina                             | 80    |       |
| 18. April | Linda Schele                    | US-amerikanische Maya-Forscherin                                                                                | 55    |       |
| 18. April | Alberto Trabucchi               | italienischer Rechtswissenschaftler, Richter und Generalanwalt                                                  | 90    |       |
| 19. April | Heinz-Wilhelm Dünhaupt          | deutscher Fernschachgroßmeister                                                                                 | 85    |       |
| 19. April | Othmar Krenn                    | österreichischer Aktionskünstler, Maler, Bildhauer, Grafiker                                                    | 46    |       |
| 19. April | Octavio Paz                     | mexikanischer Schriftsteller, Diplomat und Nobelpreisträger                                                     | 84    |       |
| 19. April | Fred Pressburger                | österreichisch-amerikanischer Filmschaffender                                                                   | 82    |       |
| 19. April | Wladimir Jewgenjewitsch Sokolow | russischer Zoologe                                                                                              | 70    |       |
| 19. April | Marion Spadoni                  | deutsche Zauberkünstlerin und Theater-Intendantin                                                               | 92    |       |
| 20. April | Trevor Huddleston               | britischer Erzbischof und Kämpfer gegen die Apartheid                                                           | 84    |       |
| 20. April | Yoshio Inaba                    | japanischer Schauspieler                                                                                        | 77    |       |
| 20. April | Othmar Wessely                  | österreichischer Musikwissenschaftler                                                                           | 75    |       |
| 21. April | Ivan Chtcheglov                 | französischer Künstler, Aktivist und Dichter                                                                    | 65    |       |
| 21. April | Hans Peter Clausen              | dänischer Historiker, Politiker und Hochschullehrer                                                             | 70    |       |
| 21. April | Jean-François Lyotard           | französischer Philosoph und Literaturtheoretiker der Postmoderne                                                | 73    |       |
| 21. April | Kaspar Meier                    | Schweizer Politiker (LPS)                                                                                       | 80    |       |
| 21. April | Bruno Roth                      | deutscher Radrennfahrer                                                                                         | 86    |       |
| 21. April | Helen Ward                      | US-amerikanische Sängerin                                                                                       | 81    |       |
| 22. April | Wolfgang Bier                   | deutscher Bildhauer, Maler, Graphiker und Keramiker                                                             | 55    |       |
| 22. April | Edward Brongersma               | niederländischer Politiker                                                                                      | 86    |       |
| 22. April | Marcos Falcón Briceño           | venezolanischer Diplomat und Politiker                                                                          | 91    |       |
| 22. April | Wadym Hetman                    | ukrainischer Ökonom und Politiker                                                                               | 62    |       |
| 22. April | Walther Kampe                   | deutscher Geistlicher, Weihbischof in Limburg                                                                   | 88    |       |
| 22. April | Herma Kramm                     | deutsche Chorleiterin und Musikpädagogin                                                                        | 78    |       |
| 22. April | Georges Paillard                | französischer Radrennfahrer                                                                                     | 94    |       |
| 22. April | Régine Pernoud                  | französische Historikerin                                                                                       | 88    |       |
| 22. April | Marvin Worth                    | US-amerikanischer Filmproduzent und Drehbuchautor                                                               | 72    |       |
| 23. April | Henry J. Blumenthal             | britischer Altphilologe                                                                                         | 62    |       |
| 23. April | Francis Peter de Campo          | australischer Geistlicher, Bischof von Port Pirie                                                               | 74    |       |
| 23. April | Konstantinos Karamanlis         | griechischer Politiker                                                                                          | 91    |       |
| 23. April | James Earl Ray                  | US-amerikanischer Attentäter                                                                                    | 70    |       |
| 23. April | Gregor von Rezzori              | österreichischer Schriftsteller und Filmschauspieler                                                            | 83    |       |
| 23. April | Jesse Van Zant                  | US-amerikanischer Langstreckenläufer                                                                            | 75    |       |
| 24. April | Walter Hauser                   | Schweizer Radrennfahrer                                                                                         | 60    |       |
| 24. April | Axel Jüptner                    | deutscher Fußballspieler                                                                                        | 28    |       |
| 24. April | Froduald Karamira               | ruandischer Politiker                                                                                           | 50    |       |
| 24. April | Steivan Liun Könz               | Schweizer Maler und Zeichner                                                                                    | 57    |       |
| 24. April | Yakov Malkiel                   | US-amerikanischer Linguist und Romanist                                                                         | 83    |       |
| 24. April | Karl Otto                       | deutscher Pädagoge, Erfinder eines deutschen vokalschreibenden Stenografiesystems                               | 87    |       |
| 24. April | Mel Powell                      | US-amerikanischer Jazz-Pianist und Komponist                                                                    | 75    |       |
| 24. April | Christiane Rochefort            | französische Schriftstellerin und Feministin                                                                    | 80    |       |
| 25. April | Jorge Dominichi                 | argentinischer Fußballspieler und -trainer                                                                      | 51    |       |
| 25. April | Gerhard Jung                    | deutscher Mundartdichter und Schriftsteller                                                                     | 71    |       |
| 25. April | Friedrich Kinnigkeit            | deutscher Politiker (SPD), MdL                                                                                  | 77    |       |
| 25. April | Wright Morris                   | US-amerikanischer Fotograf und Autor                                                                            | 88    |       |
| 25. April | Christian Mortensen             | ältester Mann (1996–2012)                                                                                       | 115   |       |
| 25. April | Reynaldo Nichele                | argentinischer Tangogeiger                                                                                      | 79    |       |
| 25. April | Maximilian Stockenhuber         | österreichischer Bildhauer                                                                                      | 76    |       |
| 25. April | Haimo Wisser                    | österreichischer Musiker, Komponist und Literat                                                                 | 46    |       |
| 26. April | Juan Gerardi                    | guatemaltekischer Geistlicher, römisch-katholischer Bischof                                                     | 75    |       |
| 26. April | Sven Olov Lindholm              | schwedischer faschistischer Politiker                                                                           | 95    |       |
| 26. April | Johannes Piersig                | deutscher Kantor, Dozent für Orgelspiel, Musikerziehung und Musiktheorie sowie Rektor der Freien Universität... | 90    |       |
| 27. April | Karlhans Abel                   | deutscher klassischer Philologe                                                                                 | 78    |       |
| 27. April | Dominique Aury                  | französische Autorin                                                                                            | 90    |       |
| 27. April | Carlos Castaneda                | US-amerikanischer Anthropologe und Schriftsteller                                                               | 72    |       |
| 27. April | Nguyễn Văn Linh                 | vietnamesischer Politiker                                                                                       | 82    |       |
| 27. April | Clemens Münster                 | deutscher Schriftsteller und Fernsehdirektor                                                                    | 92    |       |
| 27. April | Bruno Rodolfi                   | argentinischer Fußballspieler                                                                                   | 83    |       |
| 27. April | Browning Ross                   | US-amerikanischer Mittelstrecken-, Langstrecken- und Hindernisläufer                                            | 74    |       |
| 27. April | Hellmut Heinrich Schmid         | Schweizer Geodät                                                                                                | 83    |       |
| 27. April | Wolfgang Schmidt                | deutscher lutherischer Geistlicher und Theologe                                                                 | 74    |       |
| 27. April | Hans Striefler                  | deutscher Politiker (SPD), MdL                                                                                  | 90    |       |
| 28. April | Jerome Bixby                    | US-amerikanischer Drehbuchautor und Science-Fiction-Autor                                                       | 75    |       |
| 28. April | Cecil Grayson                   | britischer Romanist und Italianist                                                                              | 78    |       |
| 28. April | Józef Kępa                      | polnischer Politiker (PZPR), Vize-Ministerpräsident                                                             | 69    |       |
| 28. April | Okayama Tadao                   | japanischer Skilangläufer und Skisportfunktionär                                                                | 84    |       |
| 28. April | Martin Schoppe                  | deutscher Musikwissenschaftler und Maler                                                                        | 61    |       |
| 28. April | Juliana von Stockhausen         | deutsche Schriftstellerin                                                                                       | 98    |       |
| 28. April | Walerija Tschurganowa           | sowjetische bzw. russische Linguistin und Hochschullehrerin                                                     | 66    |       |
| 29. April | Harold Devine                   | US-amerikanischer Boxer                                                                                         | 88    |       |
| 29. April | Ann Dupont                      | US-amerikanische Jazzmusikerin                                                                                  | 83    |       |
| 29. April | Albert Edrei                    | US-amerikanischer Mathematiker                                                                                  | 83    |       |
| 29. April | Paul Lungu                      | sambesischer Ordensgeistlicher, Bischof von Monze                                                               | 51    |       |
| 30. April | Guy Anderson                    | US-amerikanischer Maler                                                                                         | 91    |       |
| 30. April | Edwin Thompson Jaynes           | US-amerikanischer Physiker und Statistiker                                                                      | 75    |       |
| 30. April | Roman Maciejewski               | polnischer Komponist, Pianist und Dirigent                                                                      | 88    |       |
| 30. April | Vora Mackintosh                 | britische Skirennläuferin                                                                                       | 68    |       |
| 30. April | Nizar Qabbani                   | syrischer Dichter und Diplomat                                                                                  | 75    |       |
| 30. April | Jopie Selbach                   | niederländische Schwimmerin                                                                                     | 79    |       |
| 30. April | Maria Wachendorf                | deutsche Kindergärtnerin und Wegbereiterin der Montessori-Pädagogik                                             | 84    |       |
| April     | Sulejman Kapić                  | jugoslawisch-bosnischer Filmproduzent                                                                           | 73    |       |
| April     | John P. Robertson               | US-amerikanischer Sprachlehrer, Diplomat und Pionier des Executive Search und Outplacement                      |       |       |

## Mai
| Tag     | Name                             | Beruf, bekannt als                                                                                              | Alter | Beleg |
| ------- | -------------------------------- | --- | ----- | ----- |
| 1. Mai  | Eldridge Cleaver                 | US-amerikanischer Schriftsteller und Mitbegründer der Black Panther Party                                       | 62    |       |
| 1. Mai  | NUK                              | deutscher Musikclown                                                                                            | 89    |       |
| 1. Mai  | Joseph Schoeters                 | belgischer Radrennfahrer                                                                                        | 50    |       |
| 1. Mai  | Olaf Süß                         | deutscher Rallyefahrer                                                                                          | 29    |       |
| 1. Mai  | Fritz Weber                      | deutscher Landwirt und Politiker (FDP/DVP), MdL, MdB                                                            | 87    |       |
| 2. Mai  | Justin Fashanu                   | englischer Fußballspieler                                                                                       | 37    |       |
| 2. Mai  | Karl Graf                        | österreichischer Politiker (SPÖ), Vorarlberger Landtagsabgeordneter                                             | 78    |       |
| 2. Mai  | Bert Jäger                       | deutscher Kunstmaler, Gebrauchsgrafiker, Fotograf und Schriftsteller                                            | 79    |       |
| 2. Mai  | Hideto Matsumoto                 | japanischer Visual Kei und J-Rock-Musiker                                                                       | 33    |       |
| 2. Mai  | Maidie Norman                    | US-amerikanische Schauspielerin                                                                                 | 85    |       |
| 3. Mai  | René Acht                        | Schweizer Maler                                                                                                 | 78    |       |
| 3. Mai  | Erich Bergel                     | deutscher Dirigent                                                                                              | 67    |       |
| 3. Mai  | Otto L. Bettmann                 | deutsch-US-amerikanischer Archivar, Medienunternehmer                                                           | 94    |       |
| 3. Mai  | Johannes Driessler               | deutscher Komponist                                                                                             | 77    |       |
| 3. Mai  | Hinrich Grauenhorst              | deutscher Maler                                                                                                 | 78    |       |
| 3. Mai  | Raimund Harmstorf                | deutscher Schauspieler                                                                                          | 58    |       |
| 3. Mai  | Hans Köhler                      | deutscher Architekt und Baubeamter                                                                              | 91    |       |
| 3. Mai  | Alfred Kranich                   | österreichischer Politiker (ÖVP), Landtagsabgeordneter im Burgenland                                            | 67    |       |
| 3. Mai  | Gerulf Pannach                   | deutscher Liedermacher und Texter                                                                               | 49    |       |
| 3. Mai  | Gene Raymond                     | US-amerikanischer Schauspieler                                                                                  | 89    |       |
| 3. Mai  | René Rebibo                      | französischer Fußballspieler                                                                                    | 80    |       |
| 3. Mai  | Gojko Šušak                      | kroatischer Verteidigungsminister                                                                               | 53    |       |
| 3. Mai  | Theodor Wagemann                 | deutscher Zeichner                                                                                              | 79    |       |
| 3. Mai  | Xue Yue                          | chinesischer Offizier, zuletzt General                                                                          | 101   |       |
| 4. Mai  | Alois Estermann                  | 31. Kommandant der Schweizergarde im Vatikan                                                                    | 43    |       |
| 4. Mai  | Gerhard Jakob                    | römisch-katholischer Geistlicher                                                                                | 64    |       |
| 4. Mai  | Christine Kurzhals               | deutsche Politikerin (SPD), MdB                                                                                 | 47    |       |
| 4. Mai  | Berta Solomonowna Maranz         | sowjetische und russische Pianistin                                                                             | 90    |       |
| 4. Mai  | Theodor Oberländer               | deutscher Politiker (NSDAP, GB/BHE, FDP, CDU), MdL, MdB                                                         | 93    |       |
| 4. Mai  | Erna Taege-Röhnisch              | deutsche Autorin                                                                                                | 89    |       |
| 4. Mai  | Cédric Tornay                    | Korporal in der Schweizergarde                                                                                  | 23    |       |
| 5. Mai  | Alfredo Dalton                   | argentinischer Tangosänger und -dichter                                                                         | 68    |       |
| 5. Mai  | Robert Brown Gardner             | US-amerikanischer Mathematiker                                                                                  | 59    |       |
| 5. Mai  | Juan Gimeno                      | spanischer Radrennfahrer                                                                                        | 84    |       |
| 5. Mai  | Tommy McCook                     | jamaikanischer Tenorsaxofonist                                                                                  | 71    |       |
| 5. Mai  | Frithjof Schuon                  | Schweizer Metaphysiker und Religionsphilosoph                                                                   | 90    |       |
| 5. Mai  | Hildegard Wahry                  | deutsche Schauspielerin                                                                                         |       |       |
| 6. Mai  | Bai Baoshan                      | chinesischer Serienmörder                                                                                       |       |       |
| 6. Mai  | Chatichai Choonhavan             | thailändischer Politiker, Premierminister von Thailand (1988–1991)                                              |       |       |
| 6. Mai  | Sybil Connolly                   | irische Modeschöpferin                                                                                          | 77    |       |
| 06. Mai | Arvid Laurin                     | schwedischer Segler                                                                                             | 96    |       |
| 6. Mai  | Erich Mende                      | deutscher Jurist und Politiker (FDP und CDU)                                                                    | 81    |       |
| 7. Mai  | Blue Lu Barker                   | US-amerikanische Jazz- und Bluessängerin                                                                        | 84    |       |
| 7. Mai  | Allan McLeod Cormack             | südafrikanisch-US-amerikanischer Physiker und Nobelpreisträger für Medizin 1979                                 | 74    |       |
| 7. Mai  | Jack Heslop-Harrison             | britischer Botaniker                                                                                            | 78    |       |
| 7. Mai  | Myres Smith McDougal             | US-amerikanischer Jurist und Experte für internationales Recht                                                  | 91    |       |
| 7. Mai  | Bernard Palmer                   | US-amerikanischer Schriftsteller                                                                                | 83    |       |
| 7. Mai  | Eddie Rabbitt                    | US-amerikanischer Countrymusiker                                                                                | 56    |       |
| 7. Mai  | Hans Joachim Ritz                | deutscher SS-Untersturmführer und Adjutant im KZ Mittelbau                                                      | 74    |       |
| 7. Mai  | Linda Sadnik                     | österreichische Slawistin                                                                                       | 87    |       |
| 8. Mai  | Elisabeth Feist Hirsch           | deutsch-amerikanische Philosophin und Hochschullehrerin                                                         | 93    |       |
| 8. Mai  | Johannes Kotkas                  | estnischer bzw. sowjetischer Ringer                                                                             | 83    |       |
| 8. Mai  | Jennings Randolph                | US-amerikanischer Politiker                                                                                     | 96    |       |
| 8. Mai  | Charles Rebozo                   | US-amerikanischer Unternehmer, der in die Watergate-Affäre verstrickt war                                       | 85    |       |
| 8. Mai  | Paul Schallweg                   | deutscher Schriftsteller                                                                                        | 83    |       |
| 8. Mai  | Reece Shipley                    | US-amerikanischer Country-Musiker                                                                               | 77    |       |
| 8. Mai  | Rüdiger Süß                      | deutscher Rallyefahrer                                                                                          | 25    |       |
| 8. Mai  | Louis Welsch                     | deutscher Landwirt und Politiker (SPD), Bürgermeister und MdL Bayern                                            | 84    |       |
| 8. Mai  | Sheila Willmott                  | englische Helminthologin                                                                                        | 76    |       |
| 8. Mai  | Witali Solomonowitsch Wygodski   | russischer, marxistischer Ökonom und Editor                                                                     | 69    |       |
| 9. Mai  | Stella Andrássy                  | schwedische Schriftstellerin                                                                                    | 96    |       |
| 9. Mai  | Bernard Dwork                    | US-amerikanischer Mathematiker                                                                                  | 74    |       |
| 9. Mai  | Alice Faye                       | US-amerikanische Schauspielerin und Sängerin                                                                    | 83    |       |
| 9. Mai  | Darius L. Goff                   | US-amerikanischer Politiker                                                                                     | 78    |       |
| 9. Mai  | Rudolf Ismayr                    | deutscher Gewichtheber                                                                                          | 89    |       |
| 9. Mai  | Teodor Majkowicz                 | polnischer Geistlicher, griechisch-katholischer Bischof der Ukrainer                                            | 66    |       |
| 9. Mai  | Michaël Paquay                   | belgischer Motorradrennfahrer                                                                                   | 26    |       |
| 9. Mai  | Gerhard Siedl                    | deutscher Fußballspieler                                                                                        | 69    |       |
| 10. Mai | Lester Butler                    | US-amerikanischer Blues-Musiker                                                                                 | 38    |       |
| 10. Mai | Lajos Czinege                    | ungarischer kommunistischer Politiker und Armeegeneral                                                          | 74    |       |
| 10. Mai | Charlotte Fera                   | deutsche Politikerin (CDU), MdHB                                                                                | 92    |       |
| 10. Mai | Martin Maneke                    | deutscher Kinderarzt                                                                                            | 88    |       |
| 10. Mai | Nekojiru                         | japanischer Manga-Zeichner                                                                                      | 31    |       |
| 10. Mai | Cesare Perdisa                   | italienischer Automobilrennfahrer                                                                               | 65    |       |
| 10. Mai | Ronald Ridenhour                 | US-amerikanischer Journalist im Vietnamkrieg                                                                    | 52    |       |
| 10. Mai | Clara Rockmore                   | russische Instrumentalistin und Virtuosin auf dem Theremin                                                      | 87    |       |
| 10. Mai | Walter Rodekamp                  | deutscher Fußballspieler                                                                                        | 57    |       |
| 11. Mai | Gene Fowler junior               | US-amerikanischer Filmeditor und Regisseur                                                                      | 80    |       |
| 11. Mai | Ernst Heinitz                    | deutscher Jurist und Rektor der Freien Universität Berlin                                                       | 96    |       |
| 11. Mai | Ernst Ising                      | deutsch-US-amerikanischer Mathematiker und Physiker                                                             | 98    |       |
| 11. Mai | Rudolph S. Joseph                | deutsch-US-amerikanischer Filmhistoriker und Filmproduzent                                                      | 94    |       |
| 11. Mai | John Leyding                     | deutscher Politiker (SPD), MdHB und Hamburger Senator                                                           | 88    |       |
| 11. Mai | Walter Fritz Stettner            | US-amerikanischer Ökonom                                                                                        | 83    |       |
| 11. Mai | Willy Weber                      | Schweizer Bildhauer                                                                                             | 64    |       |
| 11. Mai | Heinrich Wiegand                 | deutscher Ingenieur                                                                                             | 92    |       |
| 12. Mai | Hans-Günther Bierwirth           | deutscher Architekt, nordrhein-westfälischer Baubeamter                                                         | 76    |       |
| 12. Mai | Hermann Lenz                     | deutscher Schriftsteller                                                                                        | 85    |       |
| 12. Mai | Paul Senf                        | deutscher Volkswirt, Hochschullehrer und Politiker                                                              | 83    |       |
| 13. Mai | Chantal Mauduit                  | französische Extrembergsteigerin                                                                                | 34    |       |
| 13. Mai | Enrique Molina                   | argentinischer Radrennfahrer                                                                                    | 69    |       |
| 14. Mai | Mabel Esther Allan               | britische Kinderbuchautorin                                                                                     | 83    |       |
| 14. Mai | Garth Boesch                     | kanadischer Eishockeyspieler                                                                                    | 77    |       |
| 14. Mai | Milan Bor                        | tschechisch-deutscher Tontechniker                                                                              |       |       |
| 14. Mai | Kay Glasson Taylor               | australische Schriftstellerin                                                                                   | 104   |       |
| 14. Mai | Paul Leyhausen                   | deutscher Zoologe und Verhaltensforscher, der das Verhaltensrepertoire von Katzen untersuchte                   | 81    |       |
| 14. Mai | Jitzchak Modai                   | israelischer Politiker                                                                                          | 72    |       |
| 14. Mai | Karl Schmid                      | Schweizer Ruderer                                                                                               | 87    |       |
| 14. Mai | Frank Sinatra                    | US-amerikanischer Schauspieler, Sänger und Entertainer                                                          | 82    |       |
| 14. Mai | Marjory Stoneman Douglas         | US-amerikanische Journalistin, Autorin und Naturschützerin                                                      | 108   |       |
| 14. Mai | Hertha Sturm                     | deutsche Kommunikationspsychologin und Medienpädagogin                                                          | 73    |       |
| 15. Mai | Gunter d’Alquen                  | deutscher Journalist                                                                                            | 87    |       |
| 15. Mai | Hartmut Beer                     | deutscher Film- und Theaterschauspieler                                                                         | 56    |       |
| 15. Mai | Ernest Bloch                     | US-amerikanischer Ökonom                                                                                        | 77    |       |
| 15. Mai | Jean-Marie Cieleska              | französischer Radrennfahrer                                                                                     | 70    |       |
| 15. Mai | John Hawkes                      | US-amerikanischer Schriftsteller                                                                                | 72    |       |
| 15. Mai | Richard Jaeger                   | deutscher Jurist und Politiker (CSU), MdB, MdEP                                                                 | 85    |       |
| 15. Mai | Tivadar Kardos                   | ungarischer Schachkomponist                                                                                     | 76    |       |
| 15. Mai | Earl Manigault                   | US-amerikanischer Basketballspieler                                                                             | 53    |       |
| 15. Mai | Sergej Wladimirowitsch Paramonow | russisch-sowjetischer Sänger                                                                                    | 36    |       |
| 15. Mai | Otto Schieder                    | deutscher Biologe und Züchtungsforscher                                                                         | 59    |       |
| 15. Mai | Bertram Schofield                | britischer Musikwissenschaftler und Paläograph                                                                  | 101   |       |
| 15. Mai | Naim Talu                        | türkischer Bankier, Politiker und ehemaliger Premierminister der Türkei                                         | 78    |       |
| 16. Mai | Ernst Hollenstein                | österreichischer Fußballspieler, -trainer und -funktionär                                                       | 89    |       |
| 17. Mai | Paul Bedra                       | deutscher Maler, Bildhauer und Druckgrafiker                                                                    | 86    |       |
| 17. Mai | Günter Bergmann                  | deutscher Mathematiker, Botaniker und Komponist und Hochschullehrer                                             | 87    |       |
| 17. Mai | Hugh Cudlipp, Baron Cudlipp      | britischer Journalist und Verlagsmanager sowie Life Peer                                                        | 84    |       |
| 17. Mai | Nina Lwowna Dorliak              | russische Sängerin                                                                                              | 89    |       |
| 17. Mai | Moshe Sherer                     | Rabbiner und Präsident der World Agudath Israel Organization                                                    | 76    |       |
| 17. Mai | Elmar Zimmermann                 | deutscher Lehrer, Heimatforscher, Autor und Künstler                                                            | 68    |       |
| 18. Mai | Obaidullah Aleem                 | indisch-pakistanischer Dichter                                                                                  | 58    |       |
| 18. Mai | Roy Evans                        | walisischer Tischtennisspieler und Präsident der International Table Tennis Federation                          | 88    |       |
| 19. Mai | Edwin Astley                     | britischer Filmkomponist                                                                                        | 76    |       |
| 19. Mai | Hank Earl Carr                   | US-amerikanischer Gewaltverbrecher                                                                              | 30    |       |
| 19. Mai | Dorothy Donegan                  | US-amerikanische Jazz-Pianistin                                                                                 | 74    |       |
| 19. Mai | Ernst Leverkus                   | deutscher Motorradjournalist                                                                                    | 75    |       |
| 19. Mai | Uno Sōsuke                       | 47. Premierminister von Japan                                                                                   | 75    |       |
| 20. Mai | Santiago Álvarez                 | kubanischer Filmregisseur                                                                                       | 79    |       |
| 20. Mai | Tom Bolack                       | US-amerikanischer Politiker                                                                                     | 80    |       |
| 20. Mai | Werner Buxa                      | deutscher Offizier und Autor                                                                                    | 81    |       |
| 20. Mai | Linwood G. Dunn                  | US-amerikanischer Spezialeffektkünstler                                                                         | 93    |       |
| 20. Mai | Dietrich Goldschmidt             | deutscher Soziologe und Bildungsforscher                                                                        | 83    |       |
| 20. Mai | Karl-Josef Hering                | deutscher Heldentenor                                                                                           | 69    |       |
| 20. Mai | Jacob Katz                       | israelischer Historiker                                                                                         | 93    |       |
| 20. Mai | Robert Normann                   | norwegischer Jazzmusiker (Gitarre, Komposition)                                                                 | 81    |       |
| 20. Mai | Charlotte Werner                 | deutsche Politikerin (SPD), MdL                                                                                 | 89    |       |
| 20. Mai | Alfredo Yabrán                   | argentinischer Unternehmer                                                                                      | 53    |       |
| 21. Mai | Erik Bladström                   | schwedischer Kanute                                                                                             | 80    |       |
| 21. Mai | Douglas Fowley                   | US-amerikanischer Schauspieler                                                                                  | 86    |       |
| 21. Mai | Robert Gist                      | US-amerikanischer Filmregisseur und Schauspieler                                                                | 73    |       |
| 21. Mai | Carl-Heinz Antonius Greve        | deutscher Offizier, zuletzt Generalleutnant der Bundeswehr                                                      | 77    |       |
| 21. Mai | Claude Albert Mayer              | britischer Romanist deutscher Herkunft                                                                          | 79    |       |
| 22. Mai | Horace Byers                     | US-amerikanischer Meteorologe                                                                                   | 92    |       |
| 22. Mai | Carlfriedrich Claus              | deutscher Grafiker und Schriftsteller                                                                           | 67    |       |
| 22. Mai | John Derek                       | US-amerikanischer Schauspieler, Filmregisseur und Kameramann                                                    | 71    |       |
| 22. Mai | Ekkehard Hieronimus              | deutscher Pastor und Autor                                                                                      | 72    |       |
| 22. Mai | Hugo Medina                      | uruguayischer Politiker                                                                                         | 68    |       |
| 22. Mai | José Enrique Moyal               | australischer Physiker und Mathematiker                                                                         | 87    |       |
| 23. Mai | Alfonso Beretta                  | italienischer Ordensgeistlicher, Bischof von Warangal                                                           | 86    |       |
| 23. Mai | Hansjörg Bitterlich              | österreichischer römisch-katholischer Abt, Buchautor und Mitbegründer des Engelwerkes                           | 75    |       |
| 23. Mai | Jacques Dietrichstein            | österreichischer Eishockeyspieler                                                                               | 91    |       |
| 23. Mai | Tony Halik                       | polnischer Journalist                                                                                           | 77    |       |
| 23. Mai | John Lawrence                    | britischer Automobilrennfahrer                                                                                  | 76    |       |
| 23. Mai | Elia Marcelli                    | italienischer Dichter, Dokumentarfilmer und Drehbuchautor                                                       | 83    |       |
| 23. Mai | Ebbe Rode                        | dänischer Schauspieler                                                                                          | 88    |       |
| 23. Mai | Telford Taylor                   | US-amerikanischer Jurist                                                                                        | 90    |       |
| 23. Mai | Siegfried Vogt                   | deutscher Maler                                                                                                 | 85    |       |
| 24. Mai | George Kelly                     | US-amerikanischer Jazzmusiker                                                                                   | 82    |       |
| 24. Mai | Leigh Miller                     | kanadischer Leichtathlet                                                                                        | 92    |       |
| 24. Mai | Lucio Muñoz                      | spanischer Maler                                                                                                | 68    |       |
| 25. Mai | George Halban                    | österreichischer Schriftsteller                                                                                 | 82    |       |
| 25. Mai | Anne Grahame Johnstone           | britische Autorin und Illustratorin                                                                             | 69    |       |
| 25. Mai | José Pedraza                     | mexikanischer Geher                                                                                             | 60    |       |
| 25. Mai | Todd Witsken                     | US-amerikanischer Tennisspieler                                                                                 | 34    |       |
| 26. Mai | Richard Haug                     | evangelischer Pfarrer und Autor                                                                                 | 90    |       |
| 26. Mai | Wega Jahnke                      | deutsche Schauspielerin                                                                                         | 54    |       |
| 26. Mai | Ōshiro Noboru                    | japanischer Mangaka                                                                                             | 92    |       |
| 26. Mai | Wilhelm Risse                    | deutscher Logiker                                                                                               | 67    |       |
| 26. Mai | Marina Sacharowa                 | sowjetische bzw. russische Geologin, Geochemikerin und Hochschullehrerin                                        | 81    |       |
| 27. Mai | Spencer Clark                    | US-amerikanischer Jazzmusiker                                                                                   | 90    |       |
| 27. Mai | Armel Hugh Diverres              | britischer Romanist                                                                                             | 83    |       |
| 27. Mai | Pietro Donzelli                  | italienischer Fotograf                                                                                          | 83    |       |
| 27. Mai | Madeleine Marzin                 | französische Politikerin (PCF), Mitglied der Nationalversammlung                                                | 89    |       |
| 27. Mai | Robert Muller                    | deutscher Autor, Drehbuchautor und Journalist                                                                   | 72    |       |
| 28. Mai | Karl van Berk                    | deutscher Politiker (SPD), MdL und Gewerkschafter                                                               | 87    |       |
| 28. Mai | Chao Chung-yao                   | chinesischer Physiker                                                                                           | 95    |       |
| 28. Mai | Ragnar Fjørtoft                  | norwegischer Meteorologe                                                                                        | 84    |       |
| 28. Mai | Franz Grassler                   | österreichischer Jurist und Autor                                                                               | 86    |       |
| 28. Mai | Gerd Grimm                       | deutscher Grafiker und Modezeichner                                                                             | 86    |       |
| 28. Mai | Phil Hartman                     | kanadischer Schauspieler, Grafikdesigner und Drehbuchautor                                                      | 49    |       |
| 28. Mai | Kurt Heinze                      | deutscher Biologe                                                                                               | 91    |       |
| 28. Mai | Takekuni Hirayoshi               | japanischer Komponist klassischer Musik                                                                         | 61    |       |
| 28. Mai | Dieter Renner                    | deutscher Fußballspieler und -trainer                                                                           | 48    |       |
| 29. Mai | Orlando Anderson                 | US-amerikanisches Gangmitglied und mutmaßlicher Mörder von Tupac Shakur                                         | 23    |       |
| 29. Mai | Samuel Cummings                  | britischer Waffenhändler                                                                                        |       |       |
| 29. Mai | Ted Dunbar                       | US-amerikanischer Gitarrist und Komponist                                                                       | 61    |       |
| 29. Mai | Hermann Josef Frede              | deutscher Theologe                                                                                              | 75    |       |
| 29. Mai | Barry Goldwater                  | US-amerikanischer Politiker                                                                                     | 89    |       |
| 29. Mai | Hrant Schahinjan                 | sowjetischer Turner                                                                                             | 74    |       |
| 30. Mai | Klaus Hashagen                   | deutscher Komponist                                                                                             | 73    |       |
| 30. Mai | Greta Kraus                      | kanadische Pianistin, Cembalistin und Musikpädagogin                                                            | 90    |       |
| 30. Mai | Harald Langer-Hansel             | österreichischer Beamter des Handelsministeriums und Geschäftsführer der Österreichischen Fremdenverkehrswer... | 88    |       |
| 30. Mai | Wolfram Röhrig                   | deutscher Musiker                                                                                               | 81    |       |
| 30. Mai | Gerhard Scheumann                | deutscher Dokumentarfilmer der DDR                                                                              | 67    |       |
| 30. Mai | José Vázquez Díaz                | spanischer Ordensgeistlicher, Bischof von Bom Jesus do Gurguéia                                                 | 84    |       |
| 30. Mai | Günther Weyrich                  | österreichischer Rechtsmediziner und Hochschullehrer                                                            | 99    |       |
| 31. Mai | Lotti Huber                      | deutsche Schauspielerin, Sängerin, Tänzerin und avantgardistische Künstlerin                                    | 85    |       |
| 31. Mai | Suzuki Michio                    | japanischer Mathematiker                                                                                        | 71    |       |
| 31. Mai | Charles van Acker                | US-amerikanischer Automobilrennfahrer                                                                           | 86    |       |
| 31. Mai | Stanisław Wisłocki               | polnischer Komponist, Dirigent und Musikpädagoge                                                                | 76    |       |
| Mai     | Erasmus Amukun                   | ugandischer Sprinter                                                                                            | 57    |       |
| Mai     | Bruce Robinson                   | britischer Offizier der Luftstreitkräfte des Vereinigten Königreichs                                            | 86    |       |
| Mai     | Elizabeth Ryan                   | US-amerikanische Schwimmerin                                                                                    | 75    |       |
| Mai     | Friedhelm Wenzlaff               | deutscher Fußballtrainer                                                                                        | 57    |       |

## Juni
| Tag      | Name                           | Beruf, bekannt als                                                                                 | Alter | Beleg |
| -------- | ------------------------------ | -------------------------------------------------------------------------------------------------- | ----- | ----- |
| 1. Juni  | Gottfried Dienst               | Schweizer Schiedsrichter                                                                           | 78    |       |
| 1. Juni  | Darwin Joston                  | US-amerikanischer Schauspieler                                                                     | 60    |       |
| 1. Juni  | Jerzy Łoś                      | polnischer Mathematiker                                                                            | 78    |       |
| 1. Juni  | Francisco Rodríguez            | mexikanischer Radrennfahrer                                                                        | 82    |       |
| 1. Juni  | Heinrich Eugen von Zitzewitz   | deutscher Künstler und Autor                                                                       |       |       |
| 2. Juni  | Daniel Axelrod                 | US-amerikanischer Botaniker und Paläoökologe                                                       | 87    |       |
| 2. Juni  | Sussanna Karpatschowa          | sowjetische bzw. russische Chemikerin                                                              | 88    |       |
| 2. Juni  | Sylvester Ritter               | US-amerikanischer Wrestler                                                                         | 45    |       |
| 2. Juni  | Sohrab Shahid Saless           | iranischer Regisseur                                                                               | 53    |       |
| 2. Juni  | Dorothy Stickney               | US-amerikanische Schauspielerin                                                                    | 101   |       |
| 3. Juni  | Poul Bundgaard                 | dänischer Schauspieler und Sänger                                                                  | 75    |       |
| 3. Juni  | Ernest Henry                   | australischer Schwimmer                                                                            | 94    |       |
| 3. Juni  | William L. Snyder              | US-amerikanischer Filmproduzent                                                                    | 80    |       |
| 4. Juni  | Herbert Gense                  | russischer Genetiker und Selektionsforscher                                                        | 94    |       |
| 4. Juni  | Josephine Hutchinson           | US-amerikanische Schauspielerin                                                                    | 94    |       |
| 4. Juni  | Walther J. Jacobs              | deutscher Unternehmer (Jacobs-Kaffee)                                                              | 91    |       |
| 4. Juni  | Walter Kutschera               | deutscher Politiker (GB/BHE), MdL, MdB                                                             | 84    |       |
| 4. Juni  | Friso Melzer                   | deutscher Theologe und Philologe                                                                   | 91    |       |
| 4. Juni  | Miguel Montuori                | italienisch-argentinischer Fußballspieler                                                          | 65    |       |
| 4. Juni  | H. Allen Smith                 | US-amerikanischer Politiker                                                                        | 88    |       |
| 4. Juni  | David Walsh                    | kanadischer Geschäftsmann                                                                          | 52    |       |
| 5. Juni  | Marcos Aburto                  | chilenischer Jurist, Präsident des Obersten Gerichtshofes und Senator                              | 92    |       |
| 5. Juni  | Hansjürgen Brachmann           | deutscher Mittelalterarchäologe                                                                    | 60    |       |
| 5. Juni  | Oskar Hoby                     | Schweizer Sänger, Schauspieler und Kabarettist                                                     | 80    |       |
| 5. Juni  | Wolf Isselhard                 | deutscher Mediziner                                                                                | 67    |       |
| 5. Juni  | Elisabeth Marum-Lunau          | deutsche Juristin, Widerstandskämpferin                                                            | 87    |       |
| 5. Juni  | Jeanette Nolan                 | US-amerikanische Schauspielerin                                                                    | 86    |       |
| 5. Juni  | Dieter Roth                    | Schweizer Dichter, Grafiker und Aktions- und Objektkünstler                                        | 68    |       |
| 5. Juni  | Willi Rudolf Sawatzki          | deutscher SS-Oberscharführer im KZ Auschwitz                                                       | 78    |       |
| 5. Juni  | Prentiss Walker                | US-amerikanischer Politiker                                                                        | 80    |       |
| 5. Juni  | Rudolf Otto Wiemer             | deutschsprachiger Lyriker und Pädagoge                                                             | 93    |       |
| 5. Juni  | Sam Yorty                      | US-amerikanischer Politiker                                                                        | 88    |       |
| 6. Juni  | Georg Bayerer                  | deutscher Fußballspieler                                                                           | 83    |       |
| 6. Juni  | Louie Bickerton                | australische Tennisspielerin                                                                       |       |       |
| 6. Juni  | Peter Fihn                     | jugoslawisch-deutscher Komponist, Dirigent und Musiker                                             | 90    |       |
| 6. Juni  | Walter Gutbrod                 | deutscher Maler                                                                                    | 89    |       |
| 6. Juni  | Maria Reiche                   | deutsch-peruanische Altamerikanistin, untersuchte als Erste die Nazca-Linien                       | 95    |       |
| 6. Juni  | Wally Rivers                   | südafrikanischer Radrennfahrer                                                                     | 76    |       |
| 6. Juni  | Svend S. Schultz               | dänischer Komponist und Dirigent                                                                   | 84    |       |
| 7. Juni  | James Byrd junior              | US-amerikanisches Mordopfer                                                                        | 49    |       |
| 7. Juni  | Adolf Feuring                  | deutscher Verwaltungsbeamter und Politiker (SPD), MdB                                              | 96    |       |
| 7. Juni  | Rudolf Hirsch                  | deutsch-jüdischer Journalist und Gerichtsreporter                                                  | 90    |       |
| 7. Juni  | Larissa Judina                 | sowjetische bzw. russische Journalistin                                                            | 52    |       |
| 7. Juni  | Günter König                   | deutscher Schauspieler, Sprecher und Opernsänger                                                   | 71    |       |
| 7. Juni  | Joachim-Ernst Meyer            | deutscher Psychiater                                                                               | 80    |       |
| 7. Juni  | Thomas Narcejac                | französischer Krimi-Schriftsteller                                                                 | 89    |       |
| 7. Juni  | Georg Potempa                  | deutscher Autor                                                                                    | 70    |       |
| 7. Juni  | Hans Ramberg                   | norwegischer Geologe und Mineraloge                                                                | 81    |       |
| 8. Juni  | Sani Abacha                    | nigerianischer General und Militärdiktator                                                         | 54    |       |
| 8. Juni  | Philippe Autexier              | französischer Musikwissenschaftler                                                                 | 43    |       |
| 8. Juni  | Jean Émile Charon              | französischer Physiker und Philosoph                                                               | 78    |       |
| 8. Juni  | Hanna Lachertowa               | polnische Pianistin und Musikpädagogin                                                             | 87    |       |
| 8. Juni  | Harry Lookofsky                | US-amerikanischer Jazzviolinist                                                                    | 84    |       |
| 8. Juni  | Clarence Walton Musser         | US-amerikanischer Ingenieur                                                                        | 89    |       |
| 9. Juni  | Agostino Casaroli              | italienischer Kurienkardinal und Kardinalstaatssekretär                                            | 83    |       |
| 10. Juni | Bobby Bryant                   | US-amerikanischer Jazz-Trompeter                                                                   | 64    |       |
| 10. Juni | Fernando Germani               | italienischer Organist und Komponist                                                               | 92    |       |
| 10. Juni | Hammond Innes                  | britischer Autor                                                                                   | 84    |       |
| 10. Juni | Guy Lafitte                    | französischer Jazzmusiker                                                                          | 71    |       |
| 10. Juni | Fritz Meier                    | Schweizer Islamwissenschaftler                                                                     | 86    |       |
| 10. Juni | Hans Scherer                   | deutscher Journalist und Schriftsteller                                                            | 60    |       |
| 10. Juni | Tsukamoto Kōichi               | japanischer Unternehmer                                                                            | 77    |       |
| 10. Juni | Salvador Zubirán Anchondo      | mexikanischer Mediziner, Ernährungswissenschaftler und Rektor der UNAM                             | 99    |       |
| 11. Juni | Thomas Abernethy               | US-amerikanischer Politiker                                                                        | 95    |       |
| 11. Juni | Catherine Cookson              | englische Autorin                                                                                  | 91    |       |
| 11. Juni | Karlheinz Edelbrock            | deutscher Politiker (SPD), MdL                                                                     | 69    |       |
| 11. Juni | Gerhard Hanke                  | deutscher Historiker und Heimatforscher                                                            | 74    |       |
| 11. Juni | Leonore Höpfner                | deutsche Bildhauerin                                                                               | 84    |       |
| 11. Juni | Alexei Grigorjewitsch Jerjomin | russisch-sowjetischer Maler des Realismus                                                          | 79    |       |
| 11. Juni | Gordian Landwehr               | katholischer Prediger in der DDR                                                                   | 85    |       |
| 11. Juni | Lucia Valentini Terrani        | italienische Opernsängerin (Mezzosopran)                                                           | 51    |       |
| 12. Juni | Leo Buscaglia                  | US-amerikanischer Autor und Professor für Pädagogik an der University of Southern California       | 74    |       |
| 12. Juni | Wolfgang Fischer               | deutscher Bildungswissenschafter und Begründer der skeptisch-transzendentalkritischen Pädagogik    | 70    |       |
| 12. Juni | John Gutmann                   | US-amerikanischer Fotograf                                                                         | 93    |       |
| 12. Juni | Theresa Merritt                | US-amerikanische Musicaldarstellerin und Filmschauspielerin                                        | 75    |       |
| 12. Juni | Lucienne Velu                  | französische Leichtathletin                                                                        | 96    |       |
| 13. Juni | Nissim Aloni                   | israelischer Dramaturg                                                                             | 71    |       |
| 13. Juni | Lúcio Costa                    | brasilianischer Architekt und Stadtplaner                                                          | 96    |       |
| 13. Juni | Birger Ruud                    | norwegischer Skispringer und Skirennläufer                                                         | 86    |       |
| 13. Juni | Fernand Sastre                 | französischer Fußballfunktionär                                                                    | 74    |       |
| 13. Juni | Reg Smythe                     | britischer Comiczeichner                                                                           | 80    |       |
| 13. Juni | Éric Tabarly                   | französischer Hochseesegler                                                                        | 66    |       |
| 14. Juni | Cornelia Harte                 | deutsche Entwicklungsbiologin und erste Professorin an der Universität zu Köln                     | 84    |       |
| 14. Juni | Kadamba Simmons                | britische Schauspielerin und Model                                                                 | 24    |       |
| 14. Juni | Reimund Stadler                | deutscher Chemiker                                                                                 | 41    |       |
| 15. Juni | Hartmut Boockmann              | deutscher Historiker                                                                               | 63    |       |
| 15. Juni | Keith Newton                   | englischer Fußballspieler                                                                          | 56    |       |
| 15. Juni | Frieda Wiegand                 | deutsche Grafikerin                                                                                | 86    |       |
| 15. Juni | Peter Wyden                    | US-amerikanischer Journalist und Autor                                                             | 74    |       |
| 16. Juni | Berls Maisters                 | lettischer Fußballspieler                                                                          | 79    |       |
| 16. Juni | Dschafar Scharif-Emami         | iranischer Politiker und Ministerpräsident des Iran                                                | 87    |       |
| 16. Juni | Alfred Schneider               | deutscher Jurist und Verwaltungsbeamter                                                            | 86    |       |
| 17. Juni | Gerhard Kerscher               | deutscher Generalmajor der Bundeswehr                                                              | 82    |       |
| 17. Juni | John Carberry                  | US-amerikanischer Geistlicher, Erzbischof von St. Louis und Kardinal                               | 93    |       |
| 17. Juni | Joachim Nottke                 | deutscher Autor, Schauspieler und Synchronsprecher                                                 | 69    |       |
| 18. Juni | Otto Baum                      | deutscher SS-Oberführer                                                                            | 86    |       |
| 18. Juni | Paul van Buren                 | US-amerikanischer Theologe und Hochschullehrer                                                     |       |       |
| 18. Juni | André Chorda                   | französischer Fußballspieler                                                                       | 60    |       |
| 18. Juni | Henry Cooper                   | australischer Boxer                                                                                | 84    |       |
| 18. Juni | Edward Eliscu                  | US-amerikanischer Drehbuchautor und Songschreiber                                                  | 96    |       |
| 18. Juni | Lisbeth Frandsen               | dänische Schauspielerin und Hörfunkmoderatorin                                                     | 73    |       |
| 18. Juni | Olof Gigon                     | Schweizer klassischer Philologe und Philosophiehistoriker                                          | 86    |       |
| 18. Juni | Ernesto Grillo                 | argentinischer Fußballspieler                                                                      | 68    |       |
| 18. Juni | Birger Jensen                  | dänischer Schauspieler                                                                             | 53    |       |
| 18. Juni | Raynald Martin                 | Schweizer evangelischer Geistlicher                                                                | 91    |       |
| 18. Juni | Charles Korvin                 | ungarisch-US-amerikanischer Schauspieler                                                           | 90    |       |
| 18. Juni | Nigel Maynard                  | britischer Offizier der Luftstreitkräfte des Vereinigten Königreichs                               | 76    |       |
| 18. Juni | Karl-Heinz Spikofski           | deutscher Fußballspieler und -trainer                                                              | 71    |       |
| 19. Juni | Walter Baresel                 | deutscher Fußballfunktionär                                                                        | 84    |       |
| 19. Juni | Johannes Hempel                | sorbischer Trickfilm- und Dokumentarfilmregisseur in Dresden                                       | 81    |       |
| 19. Juni | Elio Ragni                     | italienischer Leichtathlet                                                                         | 87    |       |
| 19. Juni | Alci Sánchez                   | venezolanischer Sänger dominikanischer Herkunft                                                    |       |       |
| 20. Juni | Heinz Ditgens                  | deutscher Fußballspieler                                                                           | 83    |       |
| 20. Juni | Bobby Gimby                    | kanadischer Bandleader, Trompeter und Songwriter                                                   | 79    |       |
| 20. Juni | Karl Kennel                    | Präsident des Schweizerischen Roten Kreuzes (1988–1996)                                            | 68    |       |
| 20. Juni | Conrad Schumann                | deutscher Grenzflüchtling der Nationalen Volksarmee                                                | 56    |       |
| 21. Juni | Anastasio Alberto Ballestrero  | italienischer Ordensgeistlicher, Kardinal der römisch-katholischen Kirche und Erzbischof von Turin | 84    |       |
| 21. Juni | Gustav Böhrnsen                | deutscher Politiker (SPD), MdBB und Widerstandskämpfer gegen den Nationalsozialismus               | 84    |       |
| 21. Juni | Gerhard Gundermann             | deutscher Liedermacher                                                                             | 43    |       |
| 21. Juni | Elio Morille                   | italienischer Ruderer                                                                              | 70    |       |
| 21. Juni | Otto Muller von Czernicki      | niederländischer Hockeyspieler                                                                     | 89    |       |
| 21. Juni | Bernhard Rothfos               | deutscher Unternehmer und Kaufmann                                                                 | 99    |       |
| 21. Juni | Gerhard Schramm                | deutscher Eisenbahningenieur, Beamter und Hochschullehrer                                          | 94    |       |
| 21. Juni | Rudolf Weigand                 | deutscher katholischer Theologe, Priester, Kirchenrechtler und Hochschullehrer                     | 69    |       |
| 22. Juni | Phil Campbell                  | US-amerikanischer Politiker                                                                        | 81    |       |
| 22. Juni | Benny Green                    | britischer Jazzmusiker, Radiomoderator und Buchautor                                               | 70    |       |
| 22. Juni | Norberto Méndez                | argentinischer Fußballspieler                                                                      | 75    |       |
| 22. Juni | Paul Meuter                    | deutscher Kommunist                                                                                | 94    |       |
| 22. Juni | Klaus Piontek                  | deutscher Schauspieler                                                                             | 63    |       |
| 23. Juni | Reinhold Braun                 | Augenarzt und Schriftsteller                                                                       | 76    |       |
| 23. Juni | Francis L. Carsten             | deutsch-britischer Historiker                                                                      | 86    |       |
| 23. Juni | Per Anders Fogelström          | schwedischer Schriftsteller                                                                        | 80    |       |
| 23. Juni | Herbert Haufrecht              | US-amerikanischer Komponist und Volksliedforscher                                                  | 88    |       |
| 23. Juni | Kurt Kren                      | österreichischer avantgardistischer Filmemacher                                                    | 68    |       |
| 23. Juni | Ida Krottendorf                | österreichische Schauspielerin                                                                     | 71    |       |
| 23. Juni | Bill Lee                       | US-amerikanischer Footballspieler                                                                  | 86    |       |
| 23. Juni | Maureen O’Sullivan             | irisch-US-amerikanische Schauspielerin                                                             | 87    |       |
| 23. Juni | Ernst-August Steinhoff         | deutscher Opernsänger (Tenor)                                                                      | 81    |       |
| 23. Juni | Christian Vibe                 | dänischer Zoologe                                                                                  | 85    |       |
| 24. Juni | Henry G. Saperstein            | US-amerikanischer Filmproduzent                                                                    | 80    |       |
| 25. Juni | John Malcolm Brinnin           | kanadisch-US-amerikanischer Schriftsteller                                                         | 81    |       |
| 25. Juni | Gerhard Elwert                 | deutscher Astrophysiker                                                                            | 86    |       |
| 25. Juni | Hans Friedrich                 | deutscher Politiker (FDP, BHE), MdB                                                                | 81    |       |
| 25. Juni | Horst-Heinz Henning            | deutscher Schlagerkomponist                                                                        | 77    |       |
| 25. Juni | Heinrich Hogrebe               | deutscher Forstmann                                                                                | 85    |       |
| 25. Juni | Jirō Takamatsu                 | japanischer Prozesskünstler                                                                        | 62    |       |
| 26. Juni | Pierre Angénieux               | französischer Mathematiker, Ingenieur und Unternehmer                                              | 90    |       |
| 26. Juni | Jorge Kémérer                  | argentinischer Geistlicher, Bischof von Posadas                                                    | 89    |       |
| 26. Juni | Helmut Kirchgässner            | deutscher Jazz- und Unterhaltungsmusiker                                                           | 70    |       |
| 26. Juni | Hans-Georg Müller-Hanssen      | deutscher Kunstmaler und Graphiker                                                                 | 90    |       |
| 26. Juni | Derek Rayner, Baron Rayner     | englischer Geschäftsmann                                                                           | 72    |       |
| 26. Juni | Karl Friedrich Schneider       | Schweizer Geigen- und Gitarrenbauer                                                                | 92    |       |
| 27. Juni | Kaj Andresen                   | dänischer Politiker (Socialdemokraterne)                                                           | 91    |       |
| 27. Juni | Léon Arthur Elchinger          | französischer Geistlicher, römisch-katholischer Bischof von Straßburg                              | 89    |       |
| 27. Juni | Rudolf Haegele                 | deutscher Maler und Hochschullehrer                                                                | 72    |       |
| 27. Juni | João Aloysio Hoffmann          | brasilianischer Geistlicher, Bischof von Erexim                                                    | 79    |       |
| 27. Juni | Nikolaus Joachim Lehmann       | deutscher Informatiker                                                                             | 77    |       |
| 27. Juni | David Malangi                  | australischer Maler der Aborigines                                                                 |       |       |
| 27. Juni | Leland Schubert                | US-amerikanischer Literaturwissenschaftler und Philanthrop                                         | 91    |       |
| 27. Juni | Joyce Wieland                  | kanadische Filmkünstlerin                                                                          | 66    |       |
| 28. Juni | Paul-August Koch               | deutscher Textiltechniker und Hochschullehrer                                                      | 93    |       |
| 28. Juni | Jakob Lutz                     | Schweizer Kinder- und Jugendpsychiater, Hochschullehrer                                            | 95    |       |
| 28. Juni | Brita Collett Paus             | norwegische Gründerin der Fransiskushilfe und Mitglied von staatlichen Ausschüssen                 | 80    |       |
| 28. Juni | Hermann Rahe                   | deutscher Ministerialbeamter und Verbandsfunktionär                                                | 85    |       |
| 28. Juni | Jean-Yves Raimbaud             | französischer Animator und Drehbuchautor                                                           | 40    |       |
| 28. Juni | Franz Reichert                 | österreichischer Schauspieler, Spielleiter, Regisseur und Theaterintendant                         | 89    |       |
| 28. Juni | Jack Rowley                    | englischer Fußballspieler                                                                          | 77    |       |
| 28. Juni | Birger Sandberg                | schwedischer Sportfunktionär                                                                       |       |       |
| 28. Juni | Denis Williams                 | guyanischer Künstler, Autor und Archäologe                                                         | 75    |       |
| 28. Juni | Ilka Windish                   | österreichisch-amerikanische Schauspielerin                                                        | 73    |       |
| 29. Juni | Hans H. Barschkis              | deutscher Manager                                                                                  | 78    |       |
| 29. Juni | Slavko Dokmanović              | mutmaßlicher serbischer Kriegsverbrecher                                                           | 48    |       |
| 29. Juni | Jess Hahn                      | französischer Schauspieler                                                                         | 76    |       |
| 29. Juni | Louis Hostin                   | französischer Gewichtheber                                                                         | 90    |       |
| 29. Juni | Horst Jankowski                | deutscher Jazzpianist und Bandleader                                                               | 62    |       |
| 29. Juni | Frank Rowlett                  | US-amerikanischer Mathematiker und Kryptologe                                                      | 90    |       |
| 29. Juni | Henny Trundt                   | deutsche Opernsängerin (Sopran)                                                                    | 100   |       |
| 29. Juni | Ángel Vázquez Villegas         | mexikanischer Fußballspieler                                                                       |       |       |
| 30. Juni | František Mužík                | tschechischer Musikwissenschaftler                                                                 | 76    |       |
| 30. Juni | John Peter                     | indischer Hockeyspieler                                                                            | 61    |       |
| Juni     | Wolfgang Klank                 | deutscher Fußballspieler                                                                           | 67    |       |